# УГАТУ-САТ
УГАТУ-САТ (UGATUSAT) (аббревиатура от полного названия «Уфимский Государственный Авиационный Технический Университет Спутник») — российский микроспутник предназначенный для демонстрации технологий дистанционного зондирования Земли (ДЗЗ), разработанный студенческим бюро, УГАТУ является вторым вузом России, запустившим свой спутник.

## Обзор
Микроспутник УГАТУ-САТ разработан в рамках образовательной программы университета: Космическая учебно-научная лаборатория, студенческим бюро «Инфокосмос» УГАТУ, срок эксплуатации оборудования рассчитывался в три года. На борту спутника была установлена многоканальная мультиспектральная камера с разрешением гиперспектральной съёмки в 50 метров на пиксель. Установленное оборудование позволяло: 
- проводить мониторинг окружающей среды
- анализировать параметры добычи полезных ископаемых
- отслеживать лесные пожары и пожары среднего масштаба
- наблюдать за речными паводками
- отслеживать температурные аномалии, химические выбросы в атмосферу и аварийные разливы нефти[1][2].

## Запуск
Запуск ракеты с микроспутником был намечен на 15 сентября 2009 года, но по метеоусловиям был перенесён на 2 дня.17 сентября 2009 года в 19:55 по московскому времени с космодрома Байконур был запущен в космос на ракете-носителе «Союз-2». Первые сигналы запущенного спутника были приняты в центре приёма и обработки космической информации «ЦУП УГАТУ-САТ».

## Завершение миссии
30 декабря 2009 года связь с УГАТУ-САТ была потеряна. Существует подозрение, что спутник испытал неисправность, которая повлияла на его гироскопическую систему управления моментом, что привело к выходу космического аппарата из строя. Последний контакт с УГАТУ-САТ состоялся 13 февраля 2010 года, после чего миссия была официально завершена.